# جین تیلور

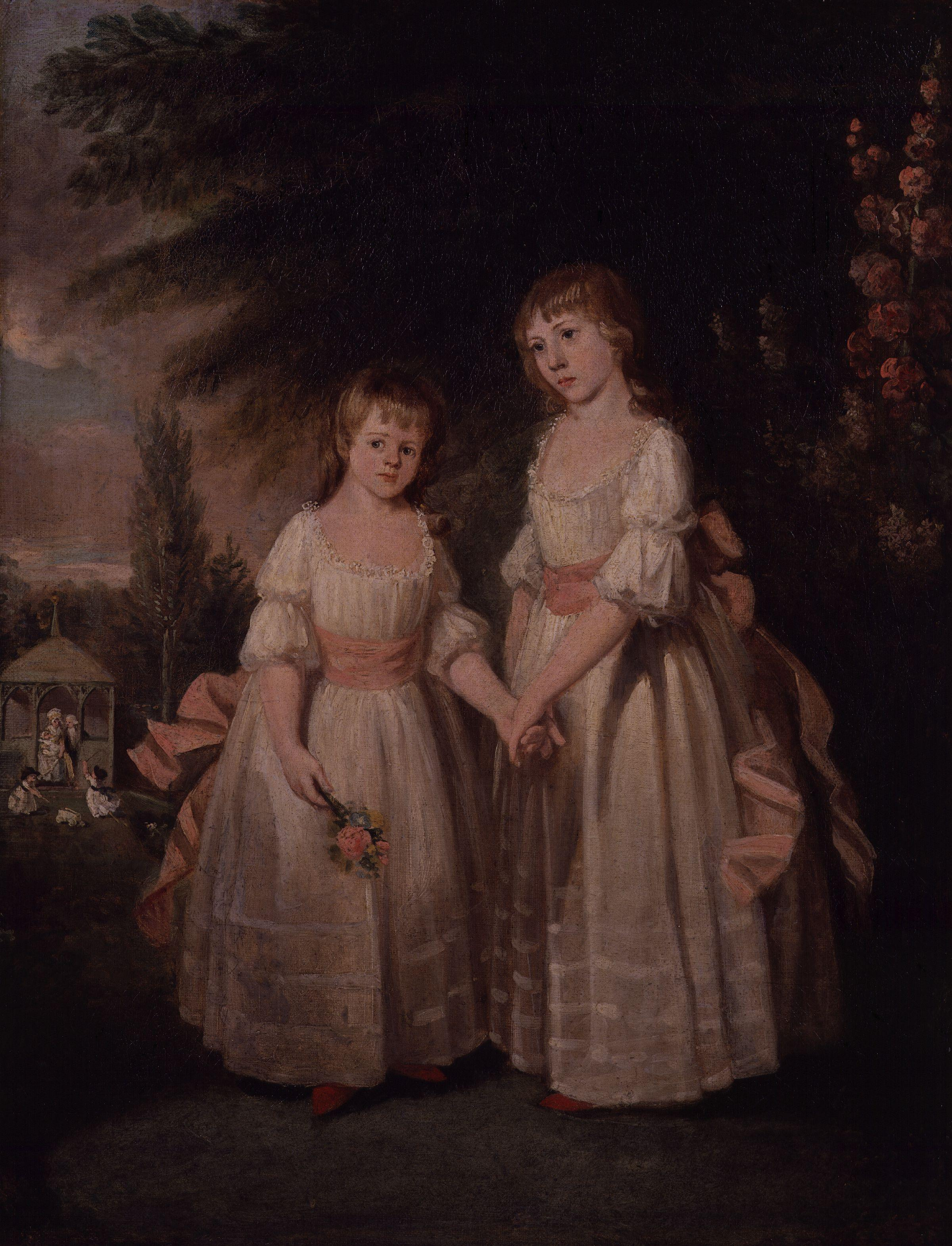
جین تیلور

جِین تیلور (به انگلیسی: Jane Taylor) (زادهٔ ۱۷۸۳ - درگذشتهٔ۱۸۲۴) شاعر و داستان‌نویس انگلیسی است. شعر چشمک بزن ستاره کوچولو توسط او سروده شده است. با وجودیکه این شعر شهرت جهانی دارد ولی شاعرش بدست فراموشی سپرده شده است. این شعر برای اولین بار تحت عنوان ستاره‌ها در مجموعه اشعاری با نام قافیه‌هایی برای مهدکودک منتشر شد.
جِین در سال ۱۸۲۴ هنگامی که ۴۰ ساله بود بر اثر ابتلا به سرطان سینه درگذشت، پس از مرگش، برادرش آثار و زندگینامه او را در پنج جلد جمع‌آوری و در سال ۱۸۳۲ منتشر کرد.